# Euhesperida
Euhesperida  é um gênero botânico da família Lamiaceae.

## Espécie
Euhesperida linearifolia

## Nome e referências
Euhesperida S.Brullo & F.Furnari